# Soha ne mondd, hogy soha (film, 1983)
A Soha ne mondd, hogy soha (eredeti cím: Never Say Never Again) 1983-ban bemutatott brit-amerikai-nyugatnémet kalandfilm, mely egyben a legismertebb nemhivatalos James Bond-film. Bondot ismét Sean Connery alakítja, de első komolyabb szerepében látható még Kim Basinger, valamint az Oscar-díjas Mephistoval ismertté váló Klaus Maria Brandauer is, a további szerepekben pedig Max von Sydow, Barbara Carrera, Edward Fox és Rowan Atkinson láthatóak. A filmet A Birodalom visszavág rendezője, Irvin Kershner rendezte. A film alapjául Ian Fleming Tűzgolyó című regénye szolgált, melyből 1965-ben készült hivatalos film.

## Cselekmény
A SPECTRE nevű terrorszervezet a szervezet egyik fontos ügynöke, Maximilian Largo segítségével szert akar tenni két atomtöltetre, amikkel zsarolhatják a szabad világ vezetőit. A kulcsfigura, aki bejáratos a bombák indításához használt katonai bázisra, Jack Petachi kapitány, ugyanabban a szanatóriumban tartózkodik, ahova a brit titkosszolgálat kissé korosodó ügynökét, James Bondot is beutalják. Bond hamar kiszimatolja, hogy valami nincs rendben a betegtársával, de mivel Largo emberei vigyáznak a kapitányra, hamar nyilvánvaló lesz, hogy Bond kutakodása veszélybe sodorja az egész akciót, ezért már a szanatóriumban az életére törnek. Bond, miután a szokásosnál is sajátosabb módon vágja ki magát a szorult helyzetből, rögtön nekiáll kideríteni, mi áll a háttérben. 
Miután sikerül a SPECTRE-nek megszerezni a bombákat, a kapitányt likvidálják, ezután pedig eljuttatják az ultimátumot a vezetőknek. Bond immár hivatalos megbízás keretében a Riviérán időző Largo és szeretője, Domino – Petachi kapitány mit sem sejtő húga – nyomába ered, hogy kiderítse, hol vannak a töltetek. Közben Dominóval is egyre szorosabb ismeretséget köt…

## Szereplők
| Szerep                        | Színész               | Magyar hang         |
| ----------------------------- | --------------------- | ------------------- |
| James Bond                    | Sean Connery          | Vass Gábor          |
| Maximilian Largo              | Klaus Maria Brandauer | Mihályi Győző       |
| Ernst Stavro Blofeld (Fantom) | Max von Sydow         | Tordy Géza          |
| Fatima Blush                  | Barbara Carrera       | Balázs Ági          |
| Domino Petachi                | Kim Basinger          | Kovács Nóra         |
| Felix Leiter                  | Bernie Casey          | Orosz István        |
| Q / „Algy” Algernon           | Alec McCowen          | Kajtár Róbert       |
| M                             | Edward Fox            | Holl Nándor         |
| Miss Moneypenny               | Pamela Salem          | Koffler Gizi        |
| Nigel Small-Fawcett           | Rowan Atkinson        | Kálloy Molnár Péter |
| Kovács                        | Milos Kirek           | Csuha Lajos         |
| Lippe                         | Pat Roach             | Horányi László      |
| Jack Petachi                  | Gavan O’Herlihy       | R. Kárpáti Péter    |

## Háttér
A film létrejötte a Bond-filmek készülésének előtti időkre nyúlik vissza és gyakorlatilag Kevin McClory producer pereskedéseinek köszönheti a létét. Ian Fleming 1958-ban filmforgatókönyvként kezdte el írni a Tűzgolyó című történetet, amihez McClory és Jack Whittingham forgatókönyvíró segítségét kérte, akik már akkor filmet szerettek volna forgatni belőle, de ez végül nem valósult meg. Fleming aztán átírta regénnyé a történetet és úgy adta ki, amiért McClory beperelte Fleminget. Innentől kezdve hosszas jogi hercehurca vette kezdetét McClory és Fleming, majd később a hivatalos Bond-filmek készítői, Harry Saltzman és Albert R. Broccoli, valamint az EON között, ami gyakorlatilag McClory munkásságának érdemi részét tette ki.
Első körben McClory elérte, hogy a regény minden példányán szerepeljen a neve Whittinghammel együtt. Saltzman és Broccoli közben a Dr. Nóval elkezdte a Bond-filmeket készíteni és amikor a Tűzgolyóra került sor, McClory elérte, hogy az ő neve szerepeljen producerként a film plakátján, aki jogával élve jelentősen bele is szólt a készülő film cselekményébe, például miatta került sok búvárjelenet a filmbe. McClory kiharcolta, hogy Fleming regényét újra megcsinálhatja a saját elképzelése szerint, ezért aztán 1976 körül elkezdte a saját filmjét tervezni, amit az akkor gyengélkedő Bond-filmek miatt gondolt időszerűnek, ezért igyekezett minél nagyobb hírverést csinálni a saját verziójának és közben Sean Conneryt sikerült is beszerveznie. Mikor aztán 1977-ben A kém, aki szeretett engem került sorra, melynek története hasonlított a Tűzgolyóéra, McClory ismét aktivizálta magát, és elérte, hogy a történetbe rakéták helyett tengeralattjárók, Blofeld helyett pedig a Stromberg nevű karakter legyen a gonosz. A kém,… azonban népszerű lett, ezért a korábbi támogatók kihátráltak McClory mögül. McClory így kénytelen volt új támogatót keresni, akit végül Jack Schwartzman személyében talált meg, vagy inkább ő találta meg McCloryt, mert az felajánlotta, hogy a nemrég alapított saját cégével, a Taliafilmmel vállalná McClory filmjét, mint első nagy projectét. A film aztán igen jelentős költségekkel valósult meg, amit többek között Connery, a rendező Kershner és Lorenzo Semple Jr. forgatókönyvíró alkalmazása eredményezett. A film végül szintén nagy siker lett, de közvéleményesen alatta van az ugyanebben az évben bemutatott Polipka című hivatalos Bond-mozi színvonalának.
McClory később sem nyugodott, a John Gardner által 1984-ben íródott Dicsőség rendje című Bond-regény miatt szintén perelt, mert annak kéziratában Bond egy számítógépes szimulációban harcol, amit McClory szerint a filmjéből loptak, ezért az írónak át kellett írnia a regényt, amitől annak minősége is romlott és visszavetette a regény sikerét. McClory a Tűzgolyó és a Soha… filmek producerségén kívül szinte csak pereskedésekkel töltötte munkássága nagy részét, még a kétezres években is, amíg végül 2006-ban meg nem halt.